# Iguana
Iguana je rod gmizavaca koja nastanjuje tropske oblasti Kariba, centralne i Južne Amerike. Rod iguana obuhvata dve vrste — Iguana iguana (zelena iguana) i Iguana delicatissima (mala iguana). Zelena iguana je rasprostranjenija i može se naći od južnog Brazila pa sve do Meksika i Floride i u delu doline Rio Grandea. Zelena iguana se često drži i kao kućni ljubimac.

## Konfuzija oko broja vrsta Iguana
Zbog velikih varijacija u izgledu (Iguane u Peruu su često plave, u Kosta Rici - crvene, a u drugim oblastima crne, pa čak i ljubičaste) od njihove prve klasifikacije (Line, 1758) pa do relativno skoro je „otkriveno" čak sedamnaest vrsta iguana. Na kraju se ispostavilo da su sve sem vrste Iguana delicatissima, zapravo varijante zelene iguane.

## Osobine iguana
Iguane mogu dostići dužinu od 1,5m i težinu od 10kg. Veći primerci su zabeleženi, ali oni su prilično retki.
Zabeleženo je da je jedna zelena iguana, držana kao ljubimac, doživela 69 godina, inače žive od 20-35 godina.
Zelene iguane imaju red šiljaka na leđima, koji služe kao sredstvo za odvraćanje grabljivica. Repovima mogu da zadaju jake udarce, a u slučaju da ih velika grabljivica uhvati za rep, jedan njegov deo može da se odlomi bez većih posledica, kako bi iguana pobegla. Rep se relativno brzo regeneriše. Iguane imaju veoma dobro razvijen podvaljak koji im pomaže u održavanju telesne temperature.

Zelene iguane imaju dobar vid, no samo pri dobroj osvetljenosti.

One poseduju i ćelije koje im omogućavaju da vide ultraljubičastu svetlost.
Zelene iguane imaju i fotosenzitivni organ na vrhu tela koji se često naziva i treće oko. Iako se naziva okom, ono ne može da formira jasnu sliku već iguane pomoću njega mogu da detektuju promene u osvetljenju, tj. senke koje eventualno prave grabljivci iznad njih.
Iguane imaju zube na unutrašnjoj strani vilice pa ih je nekad na manjim primercima teško uočiti. Njihovi zubi mogu da probiju ljudsku kožu. Iguane su prvenstveno biljojedi, a ima i onih koji se hrane insektima.

## Ponašanje
Kada su uplašene, zelene iguane pokušavaju da pobegnu. Ako je u blizini vodena površina, one će pokušati da zarone. Ranjene iguane su agresivnije od neozleđenih. Inače, iguane vole da leže na suncu i nisu agresivne.

## Iguane kao kućni ljubimci
Iguane mogu biti prilično poslušne i lako se dresirati da izađu napolje u „WC" (kada je toplo), ili pak da se priviknu da nuždu vrše na posebnom mestu.
Razvijanje „društvenih", tj. ličnih, odnosa sa iguanama traje više godina.
Iguane imaju ličnost što iziskuje prilagođavanje vlasnika.
Posle pet do deset godina iguane mogu da ispolje vezanost, pa čak i izraženu anksioznost zbog razdvojenosti

Retki su veterinari koji znaju da leče iguane.

## Literatura
- Conant, Roger; Collins, Joseph (1991). A Field Guide to Reptiles and Amphibians Eastern/Central North America. Boston, Massachussets: Houghton Mifflin Company. стр. 94—95. ISBN 978-0-395-58389-0.